# صموئيل ودسون برايس
صموئيل ودسون برايس (بالإنجليزية: Samuel Woodson Price)‏ هو ضابط وفنان أمريكي، ولد في 5 أغسطس 1828 في مقاطعة جيسامين في الولايات المتحدة، وتوفي في 22 يناير 1918 في سانت لويس في الولايات المتحدة.